# Bálnahátbucka

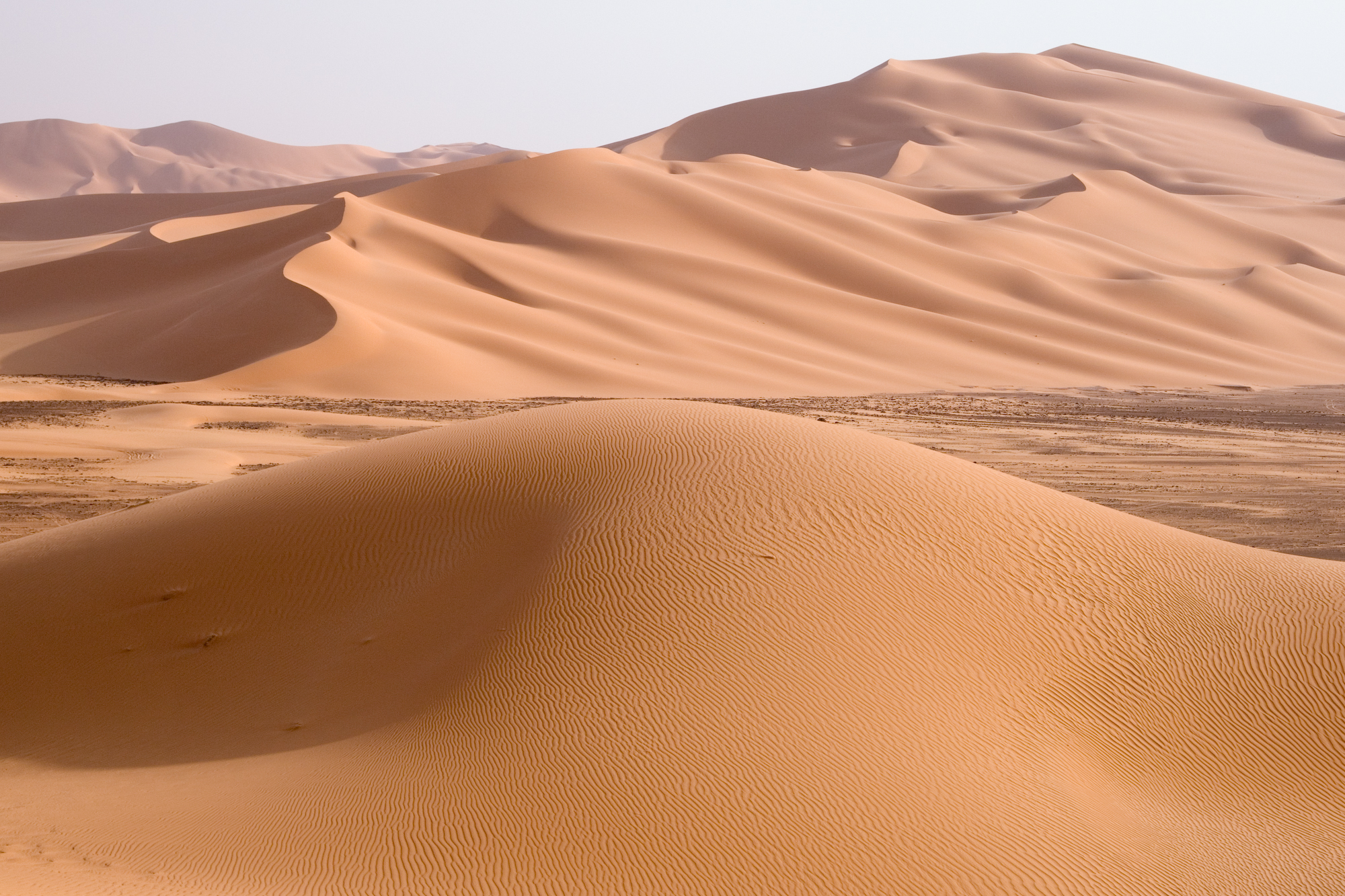
Bálnahátbucka Líbiában (a kép előterében)

A bálnahátbucka (angolul: whaleback dune) az egyik legegyszerűbb homoksivatagi forma. A homokot a szél egyenletes, elnyúlt kerekded formába halmozza, amely egy bálna vízből kibukkanó hátára emlékeztet. A képződmény a többi homokformációhoz képest egyáltalán nem látványos, magassága általában csak néhány méter. Ez a buckatípus nem vándorol. A világ minden homoksivatagjában elterjedt, csoportosan és magányosan is előforduló forma. A bálnahátbuckák legtöbbször a széliránnyal párhuzamos hosszirányú dűnék közötti összeköttetésként alakulnak ki. A bálnahátbuckák megfelelő adottságok esetén könnyen barkánokká alakulnak át.

## Külső hivatkozások
- Flickr – Bálnahátbuckák